# Domingos Martins (ort)
Domingos Martins är en ort i Brasilien.   Den ligger i kommunen Domingos Martins och delstaten Espírito Santo, i den sydöstra delen av landet, 900 km sydost om huvudstaden Brasília. Domingos Martins ligger 525 meter över havet och antalet invånare är 6 061.
Terrängen runt Domingos Martins är kuperad, och sluttar österut. Närmaste större samhälle är Viana, 17,2 km öster om Domingos Martins.
I omgivningarna runt Domingos Martins växer i huvudsak städsegrön lövskog. Runt Domingos Martins är det ganska tätbefolkat, med 75 invånare per kvadratkilometer.